# Polska Hokej Liga (2013/2014)
1. sezon rozgrywek Polska Hokej Liga został rozgrywany na przełomie 2013 i 2014 roku. Był to 57. edycja rozgrywek o mistrzostwo Polski w hokeju na lodzie.
Po raz pierwszy w całej historii edycji najwyższej polskiej klasy rozgrywkowej w hokeju na lodzie o mistrzostwo Polski w tej dyscyplinie wśród uczestników były zespoły z miast wyłącznie położonych w południowej części kraju. Dotychczas, każdorazowo od sezonu 1980/1981 zawsze brała udział przynajmniej jedna drużyna z północy Polski (toruńska, gdańska lub bydgoska), zaś we wcześniejszych sezonach uczestnikami były kluby co najmniej ze środkowej części kraju (np. warszawskie, łódzkie bądź poznańskie).

## Status ligi
W poprzednich edycjach najwyższa klasa rozgrywkowa funkcjonowała jako ekstraliga pod nazwą Polska Liga Hokejowa (PLH). 26 kwietnia 2013 Polski Związek Hokeja na Lodzie powołał spółkę z ograniczoną odpowiedzialnością Polska Hokej Liga, której celem jest organizacja i zarządzanie ligą zawodową hokeja na lodzie w Polsce. 8 maja 2013 zarząd spółki zawarł umowę z PZHL, na mocy której spółka będzie zarządzać profesjonalną ligą hokeja na lodzie w Polsce. 28 maja 2013 na posiedzeniu Zarządu Polskiego Związku Hokeja na Lodzie sprecyzowano zasady obowiązujące w pierwszym sezonie PHL

## Uczestnicy rozgrywek

### Stan po sezonie 2012/2013
Po zakończeniu sezonu 2012/2013 ustalona została ostateczna kolejność w rozgrywkach. Tytuł mistrza Polski wywalczyła drużyna ComArch Cracovii. Z ekstraligi został zdegradowany zespół Nesta Toruń, który w trakcie sezonu wycofał się z rozgrywek. Z I ligi w sezonie 2012/2013 awans uzyskał zespół Polonia Bytom. W rozgrywkach nie weźmie udziału drużyna Zagłębia Sosnowiec, która wskutek problemów finansowych została rozwiązana.
|   | Ekstraliga PLH po sezonie 2012/2013                        |
| - | ---------------------------------------------------------- |
| 1 | ComArch Cracovia – mistrz Polski                           |
| 2 | JKH GKS Jastrzębie – zdobywca Pucharu Polski 2012          |
| 3 | GKS Tychy                                                  |
| 4 | Ciarko PBS Bank KH Sanok                                   |
| 5 | HC GKS Katowice                                            |
| 6 | Aksam Unia Oświęcim                                        |
| 7 | Zagłębie Sosnowiec                                         |
| 8 | Nesta Toruń – klub zdegradowany do I ligi 2013/2014        |
| ↑ | Polonia Bytom – zespół, który awansował z I ligi 2012/2013 |

### Zgłoszenia klubów i kontrowersje
Podstawowe prawo udziału w rozgrywkach ma osiem klubów (siedem zachowujących status ekstraligowy oraz zespół, który uzyskał awans z I ligi). Ponadto na podstawie komunikatu PZHL z 8 maja 2013, od inauguracyjnego sezonu Polska Hokej Liga zaistniała możliwość wykupienia uczestnictwa w lidze przez inny klub za pomocą tzw. dzikiej karty. Koszt nabycia prawa udziału w PHL ustalono na 200.000,00 PLN netto. Termin składania wniosków pierwotnie wyznaczono na 15 czerwca 2013, a następnie na 11 lipca 2013. W czerwcu 2013 umowę z PHL podpisały kluby HC GKS Katowice i Zagłębie Sosnowiec oraz Polonia Bytom. Ponadto wpłynął wniosek o wykupienie dzikiej karty przez MMKS Podhale Nowy Targ i KTH Krynica. Na początku lipca 2013 pięć pozostałych klubów: z Tychów, Jastrzębia, Sanoka, Oświęcimia i Krakowa, odmówiło podpisania umowy ze spółką PHL. 15 lipca 2013 przyznano „dzikie karty” zgłoszonym 1928 KTH i MMKS Podhale Nowy Targ, uprawniające do gry w lidze pod warunkiem spełnienia wymogów licencyjnych. 25 lipca 2013 licencję otrzymały trzy kluby: Polonia Bytom, JKH GKS Jastrzębie i MMKS Podhale Nowy Targ.
W związku z nowym regulaminem rozgrywek Polska Hokej Liga i możliwością wykupienia tzw. dzikiej karty na występy w niej, klub MMKS złożył wniosek o przyznanie miejsca w rozgrywkach, po czym w lipcu 2013 otrzymał dziką kartę, a następnie licencję. Na początku sierpnia PZHL wydał oświadczenie, zgodnie z którym rozgrywki będę organizowane zgodnie umową zawartą przez spółkę PHL i jednocześnie będą trwać prace nad regulaminem i umową regulującą zasady współpracy spółki z klubami. 12 sierpnia 2013 licencję otrzymały kluby HC GKS Katowice, Ciarko PBS Bank KH Sanok, GKS Tychy, Aksam Unia Oświęcim i 1928 KTH. W sierpniu dokumenty ze zgłoszeniem do rozgrywek złożył czeski klub, HC Karviná. 23 sierpnia 2013 Zarząd PZHL przedłużył do końca miesiąca termin uregulowania wpisowego i uiszczenia wpłaty tytułem uzyskania „dzikiej karty”. Pod koniec sierpnia 2013 licencji nie otrzymała drużyna Zagłębia Sosnowiec ze względu na problemy finansowe. Działacze klubu nie składali odwołania od tej decyzji i podjęli decyzję o wycofaniu klubu z polskich rozgrywek hokejowych.
29 sierpnia 2013 kwestią polskich rozgrywek ligowych i działań PZHŁ zajęła się sejmowa Komisja Kultury Fizycznej, Sportu i Turystyki na swoim posiedzeniu, w czasie którego posłowie poparli utworzenie ligi zawodowej. 30 sierpnia 2013 władze pięciu klubów, GKS Tychy, JKH GKS Jastrzębie, Aksam Unii Oświęcim, Cracovii i MMKS Podhale, we wspólnym oświadczeniu przekazali, że nie przystępują do rozgrywek prowadzonych przez spółkę Polska Hokej Liga, natomiast 2 września ww. kluby i Sanok oświadczyły, że odstępując od rozgrywek PHL przystępują do rozgrywania między sobą meczów sparingowych i zaprezentowały ich terminach. Jednocześnie wyraziły zarzuty wobec działalności prezesa PZHL i twórców PHL.
4 września 2013 w drodze kompromisu zawartego pomiędzy władzami PHL, PZHL i przedstawicielami klubów, postanowiono, że rozgrywki w sezonie 2013/2014 będą zarządzane przez Polski Związek Hokeja na Lodzie pod marketingową nazwą Polska Hokej Liga i z logotypem Hokej Liga, zaś obowiązywać mają stare regulaminy rozgrywek z uwzględnieniem zmian dotyczących: dopuszczalnej liczby zawodników zagranicznych (osiem, ewentualna opłata 25 tys. zł za kolejnego), wykluczenia degradacji z ligi i „dzikiej karty” (opłata w wysokości 100 zł). Koszt wpisu do rozgrywek dla pozostałych ligowców wynosi 15 tys. zł. Przesunięto pierwotnie wyznaczony termin rozpoczęcia sezonu na 13 września. Do 11 września dziewięć klubów uiściło opłaty wpisowe.
19 września 2013 dwa ostatnie kluby (HC GKS i Krynica) dokonały oficjalnego zgłoszenia zawodników do rozgrywek.

### Informacje o klubach
| Klub                     | Trener           | Asystent                        | Kapitan            | Lodowisko                     | Sponsor strategiczny        |
| ------------------------ | ---------------- | ------------------------------- | ------------------ | ----------------------------- | --------------------------- |
| 1928 KTH Krynica         | Robert Błażowski |                                 |                    | Hala widow.-sportowa          |                             |
| Aksam Unia Oświęcim      | Peter Mikula     | Ireneusz Jarosz                 | Marcin Jaros       | Hala Lodowa MOSiR             | Aksam                       |
| Ciarko PBS Bank KH Sanok | Miroslav Fryčer  | Tomasz Demkowicz, Marcin Ćwikła | Martin Richter     | Arena Sanok                   | Ciarko / PBS Bank / Sandeco |
| ComArch Cracovia         | Rudolf Roháček   | Andrzej Pasiut                  | Daniel Laszkiewicz | Lod. im. A. R. Kowalskiego    | Comarch                     |
| GKS Tychy                | Jiří Šejba       | Krzysztof Majkowski             | Łukasz Sokół       | Stadion Zimowy                | Tyskie                      |
| HC GKS Katowice          | Mariusz Kieca    |                                 |                    | Mały Spodek "Satelita"        | TVS, GPW, Newag             |
| JKH GKS Jastrzębie       | Mojmír Trličík   | Rałał Bernacki                  | Maciej Urbanowicz  | Jastor                        | Jastrzębska Spółka Węglowa  |
| MMKS Podhale Nowy Targ   | Marek Ziętara    | Rafał Sroka                     |                    | Miejska Hala Lodowa           |                             |
| Polonia Bytom            | Miroslav Ihnačák | Andrzej Secemski                | Andrzej Banaszczak | Lodowisko przy ul. Pułaskiego | Bisset                      |

Zmiany
1. Pierwotnym trenerem Unii Oświęcim był Rosjanin Jewgienij Lebiediew. 21 września 2013 po drugiej kolejce ligowej został zwolniony, a jego miejsce zajął Słowak Peter Mikula[27].
2. Pierwotnym trenerem 1928 KTH Krynica był Jacek Płachta, a konsultantem Rosjanin Igor Zacharkin[28]. Od grudnia drużynę przejął Robert Błażowski.
3. Pierwotnym trenerem Sanoka był od początku sezonu Tomasz Demkowicz. 11 stycznia 2013 jego miejsce zajął Miroslav Fryčer[29].
4. Po kontuzji Michała Woźnicy w trakcie kapitanem GKS Tychy został Łukasz Sokół.

## Zmiany w regulaminie
W komunikacie z 8 maja 2013 wstępnie poinformowano o zasadach dotyczących rozgrywek w nowym sezonie. Wśród nich wymieniono udział ośmiu drużyn, wyłączenie degradacji z PHL i dopuszczalny awans z I ligi przez najbliższe dwa sezony, ustalenie nowego limitu gry obcokrajowców w każdym zespole i nieograniczonej liczby zawodników nie posiadających polskiego obywatelstwa, ale poświadczających pochodzenie polskie oraz konieczność występu w każdym meczu drużyny czterech zawodników młodzieżowych, wprowadzenie funkcji komisarza (tzw. opiekuna meczu) oraz wstępne zasady regulaminowe w sezonie 2012/2013. W myśl komunikatu spółka zobowiązała się przejść „wszelkie obciążenia związane z obsługą sędziów”. Sprecyzowanie zasad obowiązujących w pierwszym sezonie PHL nastąpiło na posiedzeniu Zarządu Polskiego Związku Hokeja na Lodzie 28 maja 2013. Ustalono wówczas formułę rozgrywania rundy zasadniczej i fazy play-off sezonu, potwierdzono wyłączenie degradacji z PHL oraz możliwość awansu do PHL dla mistrza I ligi przy jednoczesnym spełnieniu warunków licencyjnych, potwierdzono możliwość uzyskania członkostwa w PHL po uzyskaniu tzw. dzikiej karty przy jednoczesnym wniesieniu opłaty licencyjnej w wysokości 200 000 zł, ustalono konieczność występu w każdym meczu drużyny PHL dwóch zawodników młodzieżowych do lat 21, ustalono nowy limit obcokrajowców w każdym zespole do ośmiu i ponadto wprowadzono ewentualność zwiększenia liczby obcokrajowców przy jednoczesnej opłacie za każdego następnego zawodnika w wysokości 25 000 zł, ustalono możliwość gdy nieograniczonej liczby zawodników nie posiadających polskiego obywatelstwa, ale poświadczających pochodzenie polskie, wprowadzono dla klubów PHL możliwość zawarcia porozumienia o współpracy z klubem I lub II ligi, w myśli którego w zespołach z niższych rozgrywek może występować do sześciu graczy drużyny współpracującej z PHL w sezonie regularnym do 31 stycznia
3 czerwca 2013 opublikowano kilka dokumentów obowiązujących w PHL: Regulamin rozgrywek PLH, Harmonogram procedur, Zasady rozgrywania meczu, Zasady marketingowe oraz Regulamin opłat i kaucji.

## Media i transmisje
Prawa transmisyjne do spotkań PLH w sezonie 2013/2014 posiadała stacja telewizyjna TVP Sport, nadająca przekaz z meczów ligowych od 2006 (obecne porozumienie przewiduje transmisje do 2016).

## Sezon regularny
W sezonie zasadniczym zostało rozegranych sześć rund (łącznie 48 kolejek ligowych) w terminie od 13 września 2013 do 25 lutego 2014.
Nowością w sezonie regularnym był fakt, że wyniki zespołów z dwóch pierwszych rund przyjęto za rezultaty kwalifikacyjne do fazy finałowej Pucharu Polski w sezonie 2013/2014.
11 grudnia 2013 władze klubów PHL, protestując przeciwko działaniom i zaniechaniom prezesa PZHL Piotra Hałasika ogłosiły zawieszenie rozgrywek ligowych, czyli tzw. lokaut. Od tego czasu nie rozegrano dwóch kolejek ligowych (32. i 33.). Na początku stycznia 2014 postanowiono o wznowieniu gry ligowej.

### Tabela sezonu zasadniczego
Tabela zaktualizowana na dzień na dzień 19 lutego 2013 roku po zakończeniu sezonu zasadniczego.
| Msc. | Zespół                   | M  | Pkt | W  | WPD | WPK | PPD | PPK | P  | G + | G - | +/-  |
| ---- | ------------------------ | -- | --- | -- | --- | --- | --- | --- | -- | --- | --- | ---- |
| 1    | GKS Tychy                | 48 | 121 | 39 | 2   | 0   | 0   | 0   | 7  | 249 | 101 | +148 |
| 2    | Ciarko PBS Bank KH Sanok | 48 | 104 | 32 | 1   | 2   | 0   | 2   | 11 | 241 | 122 | +119 |
| 3    | JKH GKS Jastrzębie       | 48 | 91  | 27 | 1   | 2   | 3   | 1   | 14 | 211 | 118 | +93  |
| 4    | ComArch Cracovia         | 48 | 91  | 28 | 2   | 0   | 1   | 2   | 15 | 210 | 148 | +62  |
| 5    | Aksam Unia Oświęcim      | 48 | 78  | 22 | 3   | 3   | 0   | 0   | 20 | 156 | 136 | +20  |
| 6    | 1928 KTH Krynica         | 48 | 50  | 15 | 1   | 1   | 1   | 0   | 30 | 140 | 252 | -112 |
| 7    | HC GKS Katowice          | 48 | 45  | 14 | 0   | 0   | 2   | 1   | 31 | 147 | 263 | -116 |
| 8    | Polonia Bytom            | 48 | 36  | 10 | 0   | 1   | 2   | 2   | 33 | 134 | 221 | -87  |
| 9    | MMKS Podhale Nowy Targ   | 48 | 32  | 9  | 0   | 1   | 1   | 2   | 35 | 131 | 258 | -127 |

Legenda:

Msc. = lokata w tabeli, M = liczba rozegranych spotkań, Pkt = Liczba zdobytych punktów, W = Liczba meczów wygranych, WPD = Liczba meczów wygranych po dogrywce, WPK = Liczba meczów wygranych po karnych, PPD = Liczba meczów przegranych po dogrywce, PPK = Liczba meczów przegranych po karnych, P = Liczba meczów przegranych, G+ = Gole strzelone, G- = Gole stracone, +/- = Bilans bramkowy

      = Drużyna uczestnicząca w fazie play-off.      = Drużyna nie zakwalifikowała się do play-off i zakończyła sezon po sezonie zasadniczym

### Statystyki sezonu zasadniczego
Statystyki zaktualizowane na dzień 26 lutego 2014 po zakończeniu sezonu zasadniczego.
Zawodnicy z pola łącznie
| Msc. | Gole                           | Gole | Asysty                         | Asysty | Punkty                         | Punkty |
| ---- | ------------------------------ | ---- | ------------------------------ | ------ | ------------------------------ | ------ |
| 1    | Martin Vozdecký (Sanok)        | 36   | Samson Mahbod (Sanok)          | 54     | Samson Mahbod (Sanok)          | 81     |
| 2    | Aron Chmielewski (Cracovia)    | 33   | Sebastian Kowalówka (Cracovia) | 42     | Martin Vozdecký (Sanok)        | 74     |
| 3    | Mikołaj Łopuski (KTH / Tychy)  | 32   | Petr Šinágl (Sanok)            | 38     | Aron Chmielewski (Cracovia)    | 69     |
| 4    | Leszek Laszkiewicz (KTH / JKH) | 28   | Marcin Kolusz (KTH / Tychy)    | 38     | Sebastian Kowalówka (Cracovia) | 67     |
| 5    | Samson Mahbod (Sanok)          | 27   | Martin Vozdecký (Sanok)        | 38     | Mikołaj Łopuski (Tychy)        | 62     |

Obrońcy
- Gole –  Pavel Mojžíš (Tychy): 16 goli
- Asysty –  Pavel Mojžíš (Tychy): 37 asyst
- Punkty –  Pavel Mojžíš (Tychy): 53 punkty

Inne
- Klasyfikacja +/−  Marcin Kolusz (Tychy): +53
- Klasyfikacja minut kar  Kacper Guzik (Tychy): 114

Bramkarze
- Skuteczność interwencji –  Štefan Žigárdy (Tychy): 92,9%
- Średnia goli straconych na mecz –  Štefan Žigárdy (Tychy): 2,0
- Liczba strzałów obronionych –  Rafał Radziszewski (Cracovia): 1295

## Faza play-off
W fazie play-off będzie uczestniczyć osiem zespołów. Pary ćwierćfinałowe ustala się według klucza miejsc uzyskanych w tabeli po sezonie regularnym: 1-8, 2-7, 3-6, 4-5. Rywalizacje ćwierćfinałowa i o trzecie miejsce są toczone do trzech wygranych meczów, zaś półfinały i finał są rozstrzygane do czterech zwycięstw.

### Rywalizacja o medale
|  | Ćwierćfinały | Ćwierćfinały             | Ćwierćfinały | Ćwierćfinały | Ćwierćfinały | Ćwierćfinały | Ćwierćfinały | Ćwierćfinały |  |  | Runda półfinałowa           | Runda półfinałowa           | Runda półfinałowa           | Runda półfinałowa           | Runda półfinałowa           | Runda półfinałowa           | Runda półfinałowa           | Runda półfinałowa           | Runda półfinałowa           |  |  |  | Runda finałowa            | Runda finałowa            | Runda finałowa            | Runda finałowa            | Runda finałowa            | Runda finałowa            | Runda finałowa            | Runda finałowa            | Runda finałowa            |
|  |              |                          |              |              |              |              |              |              |  |  |                             |                             |                             |                             |                             |                             |                             |                             |                             |  |  |  |                           |                           |                           |                           |                           |                           |                           |                           |                           |
|  | Nr           | Nazwa zespołu            | Stan         | M1           | M2           | M3           | M4           | M5           |  |  | Nr                          | Nazwa zespołu               | Stan                        | M1                          | M2                          | M3                          | M4                          | M5                          | M6                          |  |  |  | Nr                        | Nazwa zespołu             | Stan                      | M1                        | M2                        | M3                        | M4                        | M5                        | M6                        |
|  |              |                          |              |              |              |              |              |              |  |  |                             |                             |                             |                             |                             |                             |                             |                             |                             |  |  |  |                           |                           |                           |                           |                           |                           |                           |                           |                           |
|  |              |                          |              |              |              |              |              |              |  |  |                             |                             |                             |                             |                             |                             |                             |                             |                             |  |  |  |                           |                           |                           |                           |                           |                           |                           |                           |                           |
|  | 1            | GKS Tychy                | 3            | 4            | 5            | 3            |              |              |  |  |                             |                             |                             |                             |                             |                             |                             |                             |                             |  |  |  |                           |                           |                           |                           |                           |                           |                           |                           |                           |
|  | 8            | Polonia Bytom            | 0            | 2            | 2            | 1            |              |              |  |  | Mecze 1. pary o miejsca 1-4 | Mecze 1. pary o miejsca 1-4 | Mecze 1. pary o miejsca 1-4 | Mecze 1. pary o miejsca 1-4 | Mecze 1. pary o miejsca 1-4 | Mecze 1. pary o miejsca 1-4 | Mecze 1. pary o miejsca 1-4 | Mecze 1. pary o miejsca 1-4 | Mecze 1. pary o miejsca 1-4 |  |  |  |                           |                           |                           |                           |                           |                           |                           |                           |                           |
|  |              |                          |              |              |              |              |              |              |  |  | 1                           | GKS Tychy                   | 4                           | 1                           | 6                           | 4                           | 2                           | 3                           | 1                           |  |  |  |                           |                           |                           |                           |                           |                           |                           |                           |                           |
|  |              |                          |              |              |              |              |              |              |  |  | 5                           | Aksam Unia Oświęcim         | 2                           | 3                           | 1                           | 3                           | 4                           | 0                           | 0                           |  |  |  |                           |                           |                           |                           |                           |                           |                           |                           |                           |
|  | 4            | ComArch Cracovia         | 2            | 2            | 2            | 4            | 2            | 0            |  |  |                             |                             |                             |                             |                             |                             |                             |                             |                             |  |  |  |                           |                           |                           |                           |                           |                           |                           |                           |                           |
|  | 5            | Aksam Unia Oświęcim      | 3            | 3            | 3            | 1            | 1            | 3            |  |  |                             |                             |                             |                             |                             |                             |                             |                             |                             |  |  |  | Rywalizacja o mistrzostwo | Rywalizacja o mistrzostwo | Rywalizacja o mistrzostwo | Rywalizacja o mistrzostwo | Rywalizacja o mistrzostwo | Rywalizacja o mistrzostwo | Rywalizacja o mistrzostwo | Rywalizacja o mistrzostwo | Rywalizacja o mistrzostwo |
|  |              |                          |              |              |              |              |              |              |  |  |                             |                             |                             |                             |                             |                             |                             |                             |                             |  |  |  | 1                         | GKS Tychy                 | 2                         | 2                         | 1                         | 4                         | 1                         | 3                         | 0                         |
|  |              |                          |              |              |              |              |              |              |  |  |                             |                             |                             |                             |                             |                             |                             |                             |                             |  |  |  | 2                         | Ciarko PBS Bank KH Sanok  | 4                         | 0                         | 2                         | 1                         | 7                         | 4                         | 2                         |
|  | 2            | Ciarko PBS Bank KH Sanok | 3            | 11           | 13           | 6            |              |              |  |  |                             |                             |                             |                             |                             |                             |                             |                             |                             |  |  |  |                           |                           |                           |                           |                           |                           |                           |                           |                           |
|  | 7            | HC GKS Katowice          | 0            | 0            | 2            | 0            |              |              |  |  | Mecze 2. pary o miejsca 1-4 | Mecze 2. pary o miejsca 1-4 | Mecze 2. pary o miejsca 1-4 | Mecze 2. pary o miejsca 1-4 | Mecze 2. pary o miejsca 1-4 | Mecze 2. pary o miejsca 1-4 | Mecze 2. pary o miejsca 1-4 | Mecze 2. pary o miejsca 1-4 | Mecze 2. pary o miejsca 1-4 |  |  |  |                           |                           |                           |                           |                           |                           |                           |                           |                           |
|  |              |                          |              |              |              |              |              |              |  |  | 2                           | Ciarko PBS Bank KH Sanok    | 4                           | 5                           | 3                           | 3                           | 3                           | 4                           |                             |  |  |  |                           |                           |                           |                           |                           |                           |                           |                           |                           |
|  |              |                          |              |              |              |              |              |              |  |  | 3                           | JKH GKS Jastrzębie          | 1                           | 2                           | 2                           | 4                           | 2                           | 0                           |                             |  |  |  | Rywalizacja o 3. miejsce  | Rywalizacja o 3. miejsce  | Rywalizacja o 3. miejsce  | Rywalizacja o 3. miejsce  | Rywalizacja o 3. miejsce  | Rywalizacja o 3. miejsce  | Rywalizacja o 3. miejsce  | Rywalizacja o 3. miejsce  |                           |
|  | 3            | JKH GKS Jastrzębie       | 3            | 6            | 9            | 9            |              |              |  |  |                             |                             |                             |                             |                             |                             |                             |                             |                             |  |  |  | 3                         | JKH GKS Jastrzębie        | 3                         | 6                         | 3                         | 7                         |                           |                           |                           |
|  | 6            | 1928 KTH Krynica         | 0            | 1            | 0            | 1            |              |              |  |  |                             |                             |                             |                             |                             |                             |                             |                             |                             |  |  |  | 5                         | Aksam Unia Oświęcim       | 0                         | 3                         | 0                         | 1                         |                           |                           |                           |

### Finał
| 24 marca 2014 | GKS Tychy | 2:0 | Ciarko PBS Bank KH Sanok | Stadion Zimowy, Tychy |

| Szczegóły      | Szczegóły                                          | Szczegóły       | Szczegóły   | Szczegóły                                                                   |
| -------------- | -------------------------------------------------- | --------------- | ----------- | --------------------------------------------------------------------------- |
| Godzina: 18:45 | Radosław Galant (EQ) 15:17 Pavel Mojžíš (EQ) 24:07 | (1:0, 1:0, 0:0) |             | Widzów: 3 000 Sędzia główny: Zbigniew Wolas Sędziowie liniowi: Paweł Breske |
| Godzina: 18:45 | 18 min. kar                                        |                 | 18 min. kar | Widzów: 3 000 Sędzia główny: Zbigniew Wolas Sędziowie liniowi: Paweł Breske |

| 25 marca 2014 | GKS Tychy | 1:2 k. | Ciarko PBS Bank KH Sanok | Stadion Zimowy, Tychy |

| Szczegóły      | Szczegóły               | Szczegóły                 | Szczegóły                                        | Szczegóły                                                                      |
| -------------- | ----------------------- | ------------------------- | ------------------------------------------------ | ------------------------------------------------------------------------------ |
| Godzina: 18:30 | Łukasz Sokół (PP) 23:55 | (0:0, 1:0, 0:1, 0:0, 0:1) | 41:34 (EQ) Rafał Ćwikła 65:00 (PEN) Rafał Ćwikła | Widzów: 3 000 Sędzia główny: Przemysław Kępa Sędziowie liniowi: Zbigniew Wolas |
| Godzina: 18:30 | 16 min. kar             |                           | 20 min. kar                                      | Widzów: 3 000 Sędzia główny: Przemysław Kępa Sędziowie liniowi: Zbigniew Wolas |

| 28 marca 2014 | Ciarko PBS Bank KH Sanok | 1:4 | GKS Tychy | Arena Sanok, Sanok |

| Szczegóły      | Szczegóły                    | Szczegóły       | Szczegóły                                                                                         | Szczegóły                                                                           |
| -------------- | ---------------------------- | --------------- | ------------------------------------------------------------------------------------------------- | ----------------------------------------------------------------------------------- |
| Godzina: 18:30 | Marek Strzyżowski (EQ) 12:35 | (1:1, 0:1, 0:2) | 13:33 (EQ) Jan Šteber 35:48 (EQ) Milan Baranyk 43:03 (EQ) Mikołaj Łopuski 58:08 (EN) Łukasz Sokół | Widzów: 3 500 Sędzia główny: Włodzimierz Marczuk Sędziowie liniowi: Maciej Pachucki |
| Godzina: 18:30 | 43 min. kar                  |                 | 37 min. kar                                                                                       | Widzów: 3 500 Sędzia główny: Włodzimierz Marczuk Sędziowie liniowi: Maciej Pachucki |

| 29 marca 2014 | Ciarko PBS Bank KH Sanok | 7:1 | GKS Tychy | Arena Sanok, Sanok |

| Szczegóły      | Szczegóły | Szczegóły       | Szczegóły                    | Szczegóły                                                                  |
| -------------- | --- | --------------- | ---------------------------- | -------------------------------------------------------------------------- |
| Godzina: 15:00 | Petr Šinágl (EQ) 00:28 Martin Vozdecký (EQ) 01:35 Martin Vozdecký (PP) 07:57 Petr Šinágl (PP) 10:56 Robert Kostecki (EQ) 16:28 Stanislav Hudec (EQ) 24:45 Martin Vozdecký (PP2) 47:56 | (5:0, 1:1, 1:0) | 36:55 (PP) Tomasz Malasiński | Widzów: 3 500 Sędzia główny: Tomasz Radzik Sędziowie liniowi: Paweł Breske |
| Godzina: 15:00 | 42 min. kar |                 | 54 min. kar                  | Widzów: 3 500 Sędzia główny: Tomasz Radzik Sędziowie liniowi: Paweł Breske |

| 1 kwietnia 2014 | GKS Tychy | 3:4 | Ciarko PBS Bank KH Sanok | Stadion Zimowy, Tychy |

| Szczegóły      | Szczegóły                                                                            | Szczegóły       | Szczegóły                                                                                              | Szczegóły                                                                   |
| -------------- | ------------------------------------------------------------------------------------ | --------------- | --- | --------------------------------------------------------------------------- |
| Godzina: 18:30 | Jarosław Rzeszutko (EQ) 00:30 Jarosław Rzeszutko (PP) 10:50 Marcin Kolusz (PP) 54:23 | (2:1, 0:2, 1:1) | 06:48 (EQ) Robert Kostecki 28:17 (EQ) Marcin Biały 34:22 (EQ) Samson Mahbod 53:16 (EQ) Robert Kostecki | Widzów: 3 000 Sędzia główny: Zbigniew Wolas Sędziowie liniowi: Paweł Breske |
| Godzina: 18:30 | 10 min. kar                                                                          |                 | 4 min. kar                                                                                             | Widzów: 3 000 Sędzia główny: Zbigniew Wolas Sędziowie liniowi: Paweł Breske |

| 3 kwietnia 2014 | Ciarko PBS Bank KH Sanok | 2:0 | GKS Tychy | Arena Sanok, Sanok |

| Szczegóły      | Szczegóły                                               | Szczegóły       | Szczegóły   | Szczegóły                                                                           |
| -------------- | ------------------------------------------------------- | --------------- | ----------- | ----------------------------------------------------------------------------------- |
| Godzina: 18:30 | Marek Strzyżowski (EQ) 01:30 Martin Vozdecký (EQ) 30:38 | (1:0, 1:0, 0:0) |             | Widzów: 3 500 Sędzia główny: Włodzimierz Marczuk Sędziowie liniowi: Maciej Pachucki |
| Godzina: 18:30 | 8 min. kar                                              |                 | 38 min. kar | Widzów: 3 500 Sędzia główny: Włodzimierz Marczuk Sędziowie liniowi: Maciej Pachucki |

### Skład triumfatorów
Skład zdobywcy mistrzostwa Polski – drużyny Ciarko PBS Bank KH Sanok - w sezonie 2013/2014:
| Sztab szkoleniowy: - Miroslav Fryčer – I trener - Tomasz Demkowicz – asystent trenera - Marcin Ćwikła – asystent trenera - Marek Milý – trener bramkarzy Sztab techniczno-medyczny: - Jerzy Hućko – kierownik drużyny - Marek Wojnarowski – lekarz - Tomasz Jędruszczak – fizjoterapeuta |  | Bramkarze: - Michael Łuba - John Murray - Ondřej Raszka Obrońcy: - Nicolas Besch - Kamil Dolny - Rafał Dutka - Stanislav Hudec - Vojtěch Kloz - Bartłomiej Pociecha - Bogusław Rąpała - Martin Richter |  | Napastnicy: - Mike Bayrack - Marcin Biały - Rafał Ćwikła - Mike Danton - Hubert Demkowicz - Robert Kostecki - Samson Mahbod - Maciej Mermer - Wojciech Milan - Marek Strzyżowski - Petr Šinágl - Martin Vozdecký - Mateusz Wilusz - Krzysztof Zapała |  | Byli gracze w sezonie: - Tobiasz Bernat - Petr Haluza - Jeff Terminesi - Vladimír Urban - Anthony Aquino - Mateusz Skrabalak - Jakob Milovanovič - Justin Chwedoruk |

## Końcowa kolejność

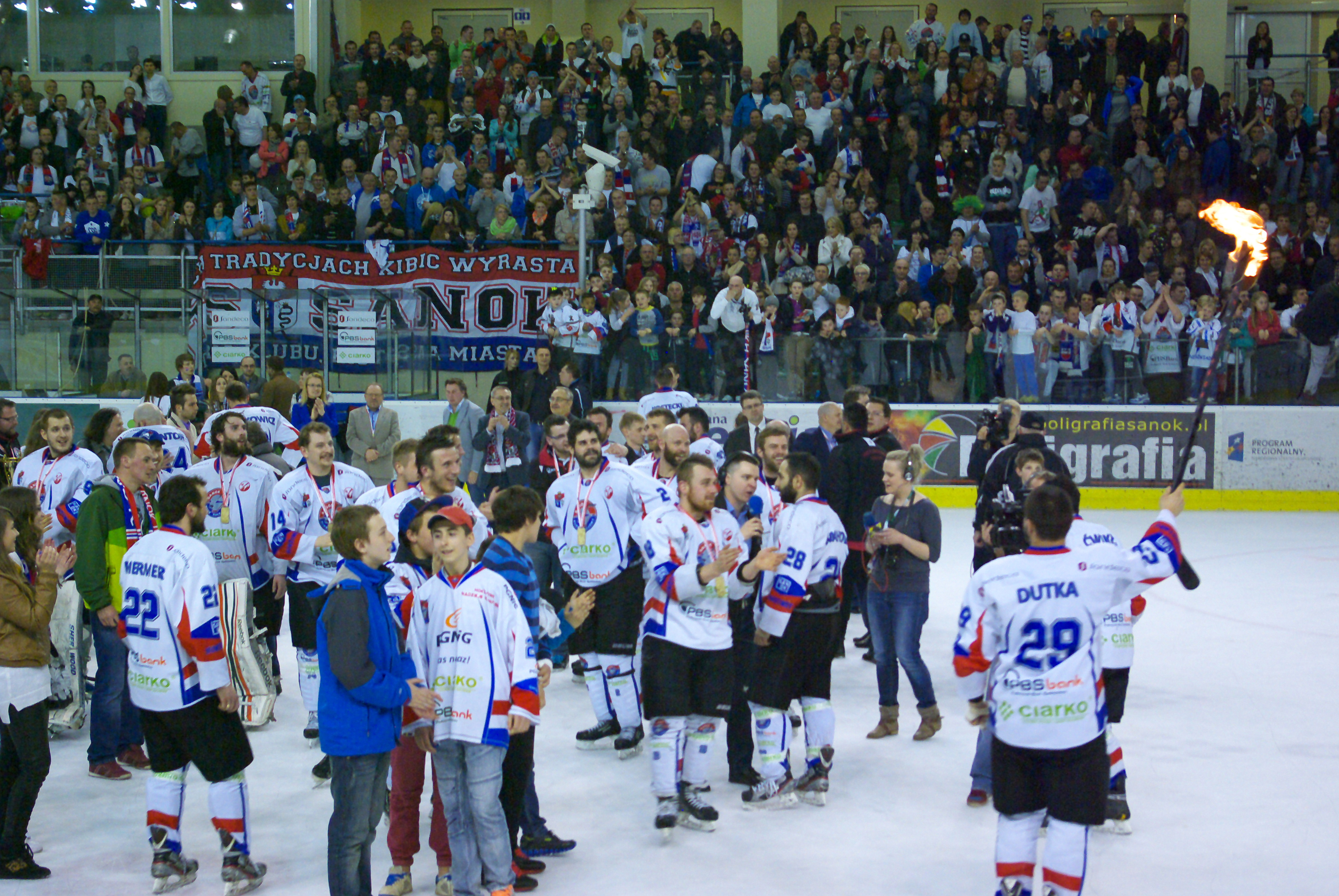
Drużyna sanocka i tradycyjne spalenie na kiju czapki trenera zdobywcy mistrza Polski

| Lp. | Drużyna                  | Uwagi                                               |
| --- | ------------------------ | --------------------------------------------------- |
| 1.  | Ciarko PBS Bank KH Sanok |                                                     |
| 2.  | GKS Tychy                | Zwycięzca rundy zasadniczej.                        |
| 3.  | JKH GKS Jastrzębie       |                                                     |
| 4.  | Aksam Unia Oświęcim      |                                                     |
| 5.  | ComArch Cracovia         | Obrońca tytułu. Zdobywca Pucharu Polski edycji 2013 |
| 6.  | 1928 KTH Krynica         |                                                     |
| 7.  | HC GKS Katowice          |                                                     |
| 8.  | Polonia Bytom            |                                                     |
| 9.  | MMKS Podhale Nowy Targ   |                                                     |